# Reserva natural de Tafelberg

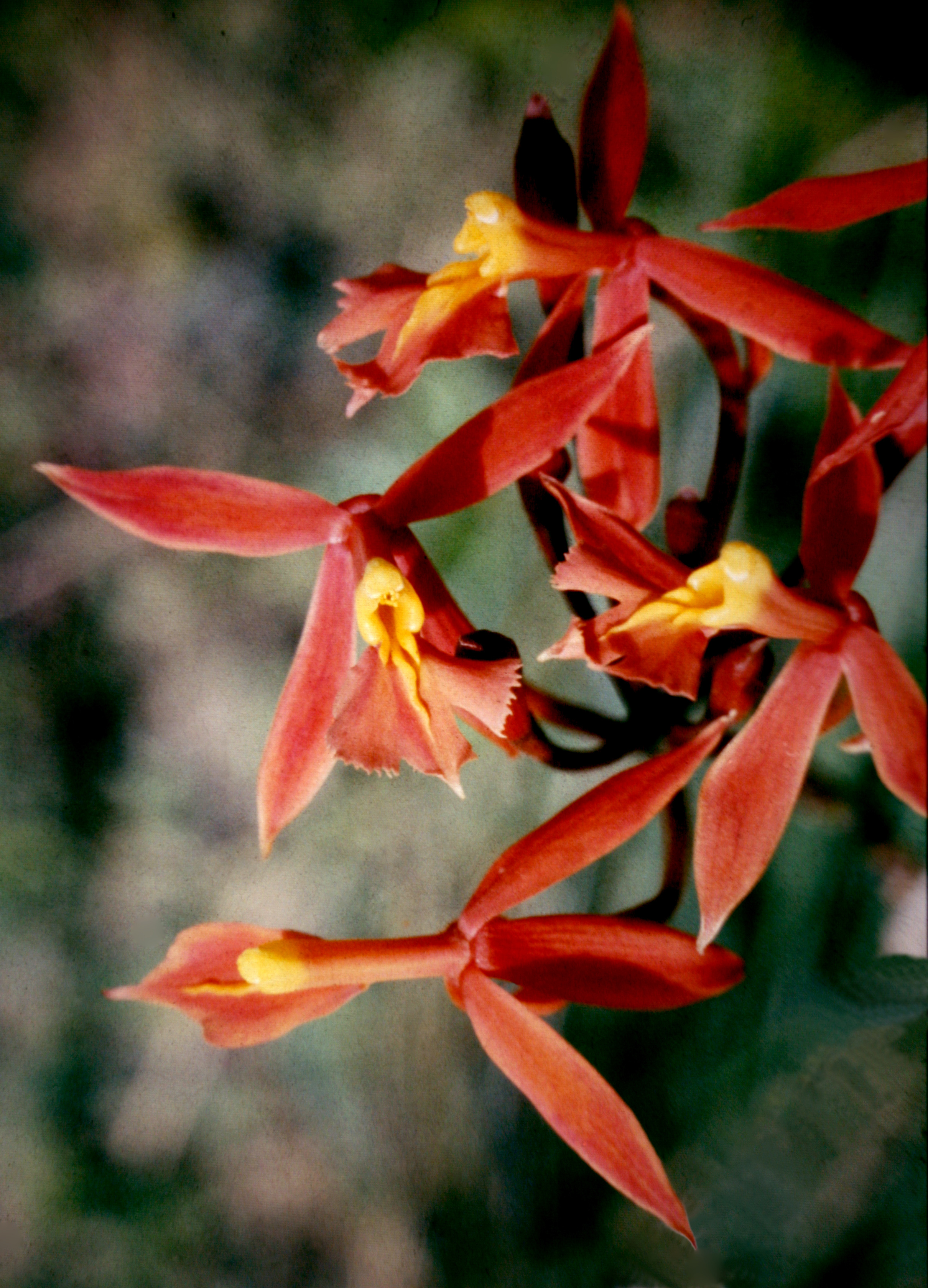
Orquídea en la Reserva de Tafelberg, Surinam.

La Reserva Natural de Tafelberg  es una reserva natural de montañas, bosques y sabana en la zona central de Surinam, la misma abarca 140 000 hectáreas y forma parte de la Reserva Natural de Surinam Central.
La reserva protege la cuenca superior del río Coppename y los afluentes de los ríos Lucie, Oost, Zuid, Saramacca, y Gran Rio, y cubre un diverso conjunto topográfico y de ecosistemas en un buen estado de conservación a causa de su estado prístino, varios de las especies que los habitan son endémicas del escudo guayano. Sus ambientes montanos y bosques de baja altitud albergan una gran diversidad de vegetales con más de 6,000 especies de plantas vasculares. En la reserva habitan animales propios de la región que incluyen el jaguar, el armadillo gigante, la nutria gigante de río, el tapir, prerezosos, ocho especies de primates y más de 400 especies de aves.
Tafelberg es única en cuanto alberga al tepui más oriental y al único tepui de Surinam, denominado Monte Tafelberg (1026 m). Los tepuis se encuentran en Venezuela, Guyana, Brasil y Surinam. Los mismos son restos de una gran meseta de arenisca y cuarzo que alguna vez cubrió la base de granito del escudo de Guayana Occidental. A lo largo de la historia la meseta se erosionó, y se formaron los tepuis. A causa de sus laterales abruptos los tepuis se encuentran casi completamente aislados del bosque circundante. Aunque el de Tafelberg no es tan elevado como sus primos occidentales, sus laderas son igual de pronunciadas.

## Fauna

Ejemplar de jaguar, especie que habita en la Reserva Natural de Tafelberg.

Entre las especies de aves que habitan en la reserva se encuentran la guacamaya roja, el guacamayo aliverde y el guacamayo azulamarillo (Ara macao, Ara chloroptera y Ara ararauna); el tinamú grande (Tinamus major), el paujil culiblanco (Crax alector), el gallito de las rocas guayanés (Rupicola rupicola) y el águila harpía.  
La reserva también sirve de hábitat a las ocho especies de primates que viven en Surinam, las que representan siete géneros y dos familias. Las mismas son el sakí cariblanco  (Pithecia pithecia), el mono ardilla común (Saimiri sciureus), el mono aullador rojo (Alouatta seniculus), mono araña negro (Ateles paniscus), tití manos rubias (Saguinus midas), mono manicero (Cebus apella), el capuchino llorón (Cebus olivaceus) y el sakí negro (Chiropotes satanas).
Existen poblaciones destacadas de animales típicos de la región tales como jaguares (Panthera onca), pumas (Felis concolor), armadillos gigante (Myrmecophaga tridactyla), nutrias gigantes de río (Pteronura brasiliensis), tapires (Tapirus terrestris), perezosos de dos dedos (Choloepus didactylus) y perezosos de tres dedos (Bradypus tridactylus).

## Flora
Más de 6000 especies de plantas vasculares han sido identificadas a principios del siglo XXI, que incluyen cinco especies endémicas identificadas en el Voltzberg Dome, y 42 especies endémicas halladas en otras partes de la reserva. Entre las especies de árboles que forman la fronda se encuentran ceiba (Ceiba pentandra) y congolo (Couratari spp.). Las palmas forman gran parte del bosque bajo, incluida la paramacca (Astrocaryum), milpesillo (Oenocarpus bacaba) y maripa (Maximiliana maripa), en el suelo del bosque se encuentran helechos y musgos gigantes.